# Cerro Currumahuida
El cerro Currumahuida es una elevación de la cordillera de los Andes ubicada en el departamento Cushamen, provincia del Chubut, Argentina. El cerro pertenece al Sistema Federal de Áreas Protegidas (SIFAP) y conforma una reserva forestal que protege el bosque andino patagónico.
Se ubica a 1 km al este de Lago Puelo y la reserva (creada en 1982) ocupa unas 3250 hectáreas. El cerro alcanza alrededor de los 1200 m s. n. m. "Currumahuida" en la lengua mapuche significa "Cerro Negro". Desde su cima posee una panorámica de parte de la Comarca andina del Paralelo 42.

## Galería

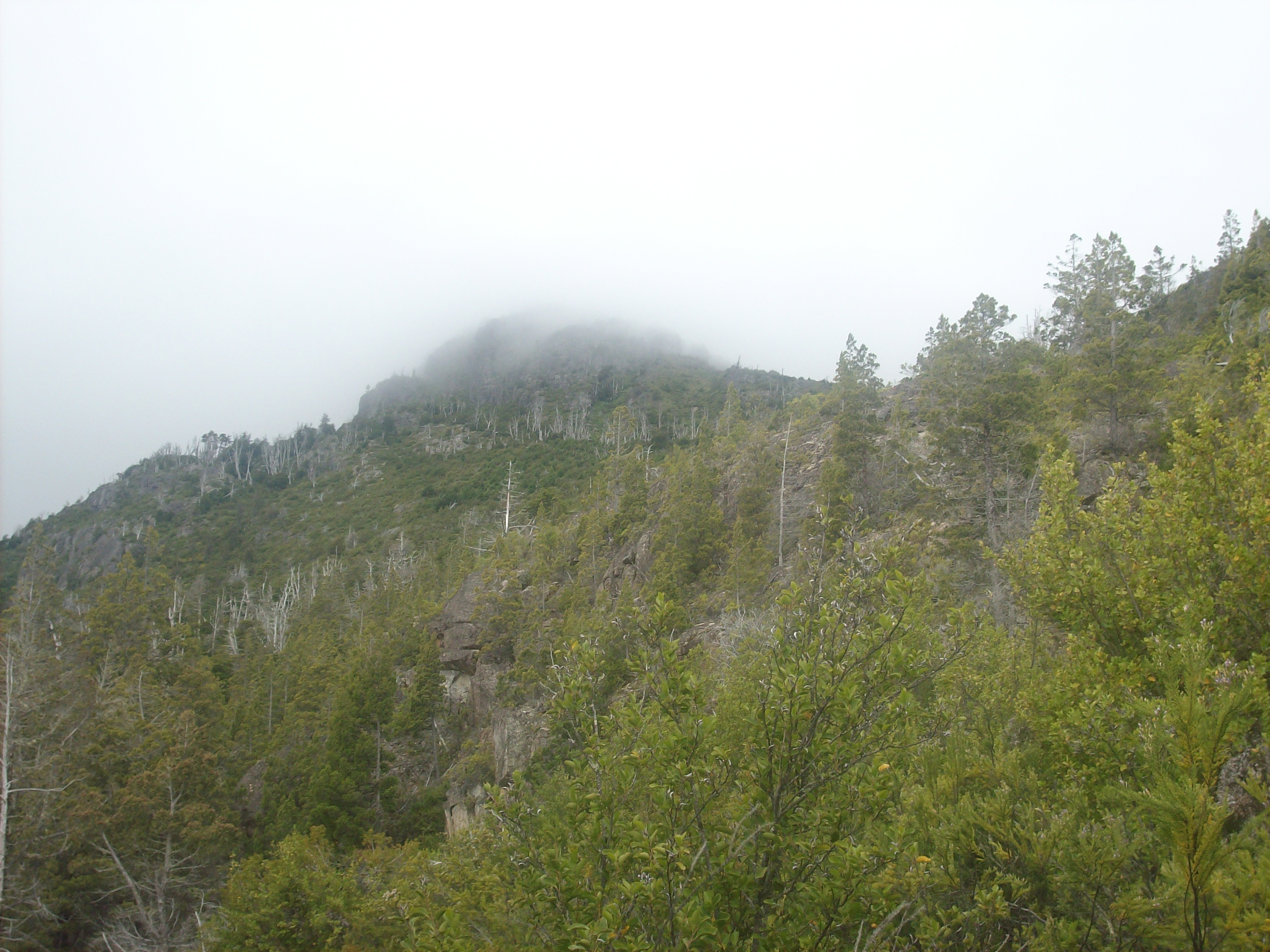
Cobertura extensa de bosque andino patagónico
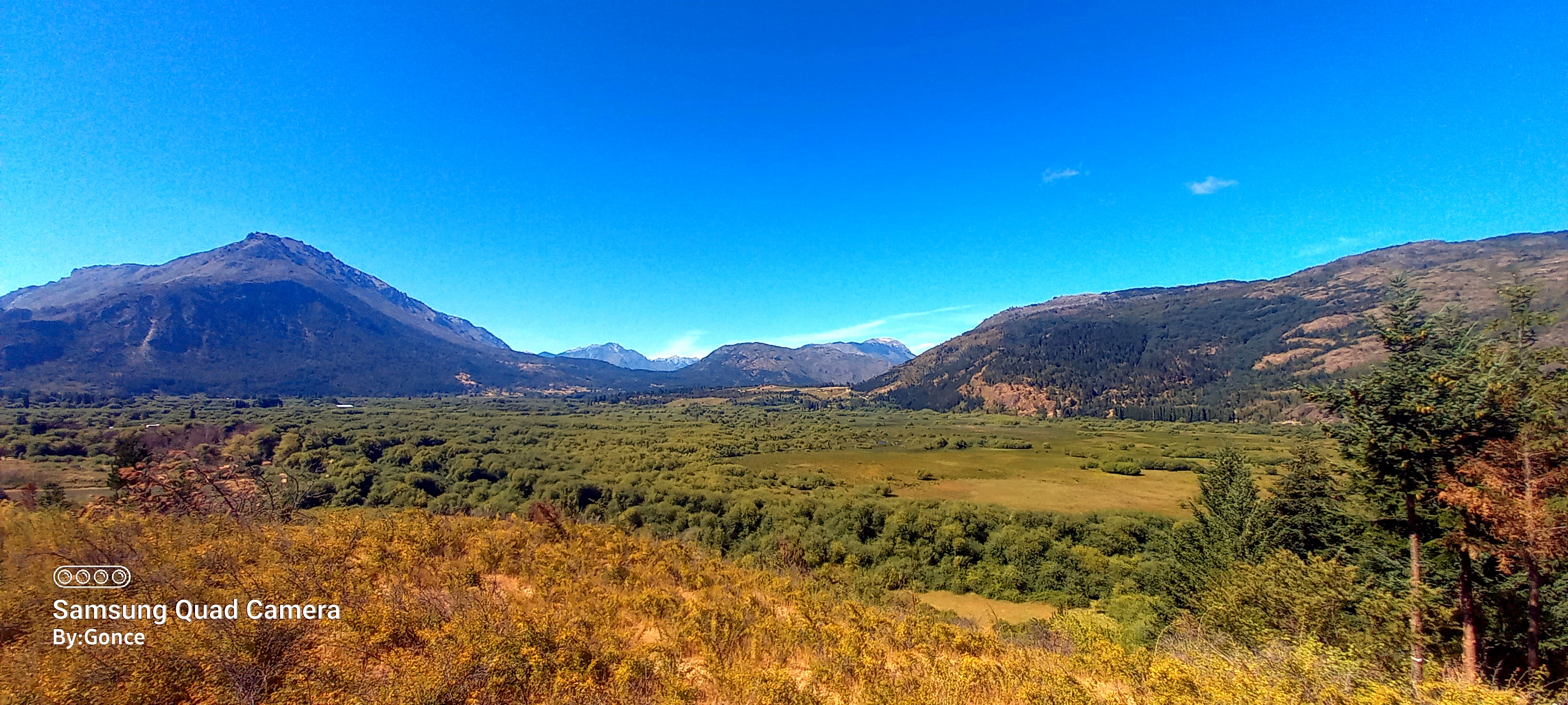
Los cerros Pirque y Currumahuida mirando hacia el Hoyo con un extenso bosque en sus bajos.